# René Pisters
René Pisters (Roermond, 30 september 1961) was een Nederlands componist, muziekpedagoog, dirigent en trompettist.

## Levensloop
Pisters studeerde van 1978 tot 1984 aan het Conservatorium Maastricht bij André Stolwijk (schoolmuziek), bij Peter van Tilburg (trompet) en bij Rien Rats en Sef Pijpers sr. (harmonie- en fanfare-directie). Vervolgens was hij vakdocent muziek aan de basisschool ’t Kempke te St. Odiliënberg en tegelijkertijd docent klein koper bij de stichting KREATO te Thorn. Als muziekpedagoog was hij verder werkzaam aan de scholengemeenschap Broekhin in Reuver en Swalmen, maar ook in scholen en colleges te Roermond en Horn. Hij was verbonden aan HsZuyd, conservatorium Maastricht als docent vakdidactiek (afd. docent muziek).
Als trompettist was hij onder andere verbonden aan het koperkwartet "Hub Crüts". 
Als dirigent was hij werkzaam voor verschillende orkesten, blaasorkesten en koren zoals:
- koren en zanggroepen
  - zangkoor “Zang- en Muziekvereniging” te Maasniel (1982-1991)
  - koor "Con Dios" te Swalmen (2006-)
  - koor "In Between" te Helden (2009-2010)
  - zanggroep "Heel Vocaal" te Heel (2003-2005)
  - "Vocal Group Transparant" te Venray (2009-2018)
  - "Neue Operette Düsseldorf" te Düsseldorf  (2006-2018)
  - mannenkoor “Vriendenkoor Echt’” te Echt (2015-)

- blaasorkesten (fanfare- of harmonieorkesten)
  - fanfare St. Cecilia Doenrade (1980-1987)
  - fanfare “muziekvereniging Nunhem” te Nunhem (1986-1999)
  - fanfare Eendracht Waubach (Landgraaf) (1989-1999)
  - fanfare “de Vriendenkring” Montfort (1991-1998)
  - "PTT-harmonie Midden Limburg" te Roermond (1991-1999)
  - Harmonie "Amicitia" te Boukoul (Swalmen) (1998-2009)
  - harmonie "St. Gertrudis" Beesel (2001-2006)

Als componist was hij sinds 1979 werkzaam en schrijft en bewerkt blaasmuziek, koormuziek en symfonische muziek.
Zijn instrumentale werken werden uitgegeven door AM Music in Lippenhuizen, Friesland (www.ammusic.nl).
Vocale werken werden uitgegeven door WiRe-Music-Productions in Roermond (www.wire-music-productions.eu).

## Composities

### Werken voor orkest
- History of Birth, ouverture tot de musical voor mezzosopraan, kinderstem, kinder- vrouwen- en mannenkoor en orkest

### Werken voor harmonie- of fanfareorkesten
- Agnus Dei en Voëgel in der Wind, voor fanfareorkest
- El Rathurha, rapsodie voor fanfareorkest
- Golden Jubilee, mars (gecomponeerd voor het 50-jarig jubileum van de Limburgse Bond van Muziekgezelschappen)
- History of Birth, ouverture tot de musical voor mezzosopraan, kinderstem, kinder- vrouwen- en mannenkoor en harmonieorkest  (ook in een versie met symfonieorkest)
- L'Estacada popsymfonie voor sopraan, gemengd koor en fanfareorkest (in samenwerking met: Bert Smeets)
- Marche d'Écrevisse (gecomponeerd voor de stichting "Musicatharina" te Lemiers)
- Aquarius , Jan Masséus, arrangement voor fanfareorkest
- Novena
- RoRo-mars
- Robin Hood Suite, voor fanfareorkest
- The Artist and the Priest, voor fanfareorkest

### Werken voor koor
- It's raining men, voor zesstemmig gemengd koor (SSAATB)
- Ritme van de regen, voor vijfstemmig gemengd koor (SAATB)
- Fix you, voor vijfstemmig gemengd koor (SAATB)en combo
- Missa in C, voor vierstemmig mannenkoor (TTBB)en orgel